# Gina Chmielinski
Gina-Maria Chmielinski (Ludwigsfelde, 7 giugno 2000) è una calciatrice tedesca, centrocampista del RB Lipsia.

## Carriera

### Club
Chmielinski si avvicina al calcio fin da piccolissima, iniziando la sua carriera all'età di tre anni con il Ludwigsfelder dove rimane per nove anni giocando con i ragazzi nelle formazioni miste del club.
Dopo aver ricevuto diverse proposte per entrare in squadre completamente femminili, nel 2012 coglie l'opportunità di iscriversi alla scuola sportiva "Friedrich Ludwig Jahn" di Potsdam accasandosi così allo storico plurititolato club di calcio femminile della città, il Turbine Potsdam, iniziando a giocare nelle sue formazioni giovanili. Dal 2014 al 2016 Chmielinski ha giocato nei campionato giovanili con la squadra B Juniors. Nella stagione 2014-2015 la squadra ha vinto il titolo del campionato battendo in finale il Werder Brema per 3-1, seguito un anno dopo dalla difesa del titolo dopo una vittoria per 4-2 nella sua città natale, Ludwigsfelde, contro il Gütersloh.
Nell'estate del 2016 è stata aggregata alla rosa della prima squadra e sotto la guida tecnica di Matthias Rudolph ha fatto il suo debutto in Frauen-Bundesliga il 18 dicembre 2016, all'11ª giornata di campionato, scendendo in campo da titolare nella netta vittoria interna per 8-0 sull'MSV Duisburg e venendo sostituita da Tabea Kemme al 73'. Per realizzare la sua prima rete in Bundesliga deve attendere la stagione successiva, il 12 novembre 2017, quando all'80' sigla il gol che riporta in parità l'incontro dell'8ª giornata terminato 2-2 con il Bayern Monaco. In totale Chmielinski rimane legata al club di Potsdam per sei stagioni consecutive, contribuendo a disputare sempre campionati di alta classifica, con 2 terzi e quattro quarti posti in Bundesliga, e raggiungendo con Coppa di Germania la finale, poi persa 4-0 con il Wolfsburg, nell'edizione 2021-2022.
Nell'estate del 2022 decide di trasferirsi per la prima volta all'estero, accordandosi con le svedesi del Rosengård per disputare la seconda parte della stagione 2022 andando a raggiungere la connazionale Rebecca Knaak. Debutta in Damallsvenskan un mese più tardi, quando il tecnico Renée Slegers decide di impiegarla alla 16ª giornata di campionato, rilevando Sofie Bredgaard al 79' nella vittoria interna per 2-0 con l'Häcken. Con 7 presenze all'attivo in Damallsvenskan contribuisce a far conquistare al club il 13º titolo di campione di Svezia.
Iniziato la stagione successiva con il club di Malmö, accumulando sette presenze e siglando la sua prima rete estera, nel successo per 4-0 in campionato sul Vittsjö GIK.
Il 13 agosto 2023 Chmielinski passa a titolo definitivo al Napoli, appena tornato in Serie A; lungo la stagione, colleziona 25 presenze, una rete e sette assist in campionato, contribuendo alla salvezza del club campano.
Il 15 luglio 2024, viene ingaggiata a titolo definitivo dal Sassuolo, sempre nella massima serie italiana. Nella sua unica stagione con la maglia delle neroverdi, segna 10 reti (di cui tre doppiette) e quattro assist, venendo premiata come miglior centrocampista del campionato.
Il 4 giugno 2025, viene annunciato il suo ingaggio a titolo definitivo da parte del RB Lipsia, di nuovo nella massima serie tedesca, a partire dal 1° luglio seguente.

## Statistiche

### Presenze e reti nei club
Statistiche aggiornate al 3 maggio 2025.
| Stagione               | Squadra                | Campionato             | Campionato | Campionato | Coppe nazionali | Coppe nazionali | Coppe nazionali | Coppe internazionali | Coppe internazionali | Coppe internazionali | Altre coppe | Altre coppe | Altre coppe | Totale | Totale |
| Stagione               | Squadra                | Comp                   | Pres       | Reti       | Comp            | Pres            | Reti            | Comp                 | Pres                 | Reti                 | Comp        | Pres        | Reti        | Pres   | Reti   |
| ---------------------- | ---------------------- | ---------------------- | ---------- | ---------- | --------------- | --------------- | --------------- | -------------------- | -------------------- | -------------------- | ----------- | ----------- | ----------- | ------ | ------ |
| 2016-2017              | Turbine Potsdam        | BL                     | 1          | 0          | CG              | -               | -               | -                    | -                    | -                    | -           | -           | -           | 1      | 0      |
| 2017-2018              | Turbine Potsdam        | BL                     | 11         | 1          | CG              | 3               | 0               | -                    | -                    | -                    | -           | -           | -           | 14     | 1      |
| 2018-2019              | Turbine Potsdam        | BL                     | 18         | 2          | CG              | 3               | 0               | -                    | -                    | -                    | -           | -           | -           | 21     | 2      |
| 2019-2020              | Turbine Potsdam        | BL                     | 21         | 1          | CG              | 2               | 0               | -                    | -                    | -                    | -           | -           | -           | 23     | 1      |
| 2020-2021              | Turbine Potsdam        | BL                     | 21         | 3          | CG              | 2               | 0               | -                    | -                    | -                    | -           | -           | -           | 23     | 3      |
| 2021-2022              | Turbine Potsdam        | BL                     | 19         | 4          | CG              | 4               | 1               | -                    | -                    | -                    | -           | -           | -           | 23     | 5      |
| Totale Turbine Potsdam | Totale Turbine Potsdam | Totale Turbine Potsdam | 91         | 11         | -               | 14              | 1               | -                    | -                    | -                    | -           | -           | -           | 105    | 12     |
| 2022                   | Rosengård              | DS                     | 7          | 0          | CG              | 2               | 0               | UWCL                 | 5                    | 0                    | -           | -           | -           | 14     | 0      |
| 2023                   | Rosengård              | DS                     | 7          | 1          | CG              | -               | -               | -                    | -                    | -                    | -           | -           | -           | 7      | 1      |
| Totale Rosengård       | Totale Rosengård       | Totale Rosengård       | 14         | 1          | -               | 2               | 0               | -                    | 5                    | 0                    | -           | -           | -           | 21     | 1      |
| 2023-2024              | Napoli                 | A                      | 25+2       | 1          | CI              | 4               | 2               | -                    | -                    | -                    | -           | -           | -           | 31     | 3      |
| 2024-2025              | Sassuolo               | A                      | 25         | 10         | CI              | 4               | 0               | -                    | -                    | -                    | -           | -           | -           | 29     | 10     |
| 2025-2026              | RB Lipsia              | FB                     | -          | -          | CG              | -               | -               | -                    | -                    | -                    | -           | -           | -           | -      | -      |
| Totale carriera        | Totale carriera        | Totale carriera        | 157        | 23         | -               | 24              | 3               | -                    | 5                    | 0                    | -           | -           | -           | 186    | 26     |

## Palmarès

### Club
- Campionato svedese: 1

Rosengård: 2022